# 110
110（一百一十）是109与111之间的自然数。

## 数学和科学意义
- 第80個合數，正因數有1、2、5、10、11、22、55和110。前一個為108、下一個為111。
質因數分解為{\displaystyle 2\times 5\times 11}。
- 第83個虧數，真因數和為106，虧度為4。前一個為109、下一個為111。
- 第75個不尋常數，大於平方根的質因數為11。前一個為109、下一個為111。
- 第69個無平方數因數的數。前一個為109、下一個為111。
- 第8個楔形數。前一個為105、下一個為114。
- 第11個普洛尼克數，為10與11的乘積。前一個為90、下一個為132。
- 第15個十进制的自我數。前一個為108、下一個為121。
- 第36個十进制的哈沙德數。前一個為108、下一個為111。
- 第66個十进制的奢侈數。前一個為108、下一個為114。
- 是三个连续整数的平方和，110=52+62+72。
- 鐽的原子序数[1]

## 其他领域中的含义
- 公元110年或公元前110年
- 1-1-0是多个国家/地区采用的緊急救助電話号码，例如中国大陆（参见：110报警服务台）、台湾及日本。
- 一些地區的市電電壓为110伏特
- 伊士曼柯达公司发明的一种胶卷格式 - 110胶卷（英语：110 film）
- 一种类似四十五 (游戏)（英语：Forty-fives）的扑克牌游戏